# Gloucester (Massachusetts)
Pour les articles homonymes, voir Gloucester (homonymie).
 (juin 2018).
Gloucester est une ville des États-Unis, dans le Massachusetts, Comté d'Essex, fondée en 1623. La ville a reçu son nom d’après la ville et le comté situés en Angleterre. Gloucester est un port de pêche important, et une destination touristique estivale populaire. La cité se compose d'un centre-ville situé au nord du port, et de quartiers périphériques, Annisquam (en), Bay View, Lanesville, Folly Cove, Magnolia (en), Riverdale, East Gloucester et West Gloucester.

## Histoire
L'explorateur Samuel de Champlain baptisa le port de Gloucester « Le Beauport » quand il le découvrit en 1604. La première colonie permanente s'établit en 1623, sur le site de Stage Fort Park (en). Gloucester est le plus ancien port de pêche des États-Unis.    
La ville s'étend aujourd'hui sur 107,5 km², comprenant 40,2 km² d'eau (37,42 % de la surface totale).
Au dernier recensement de 2000, la ville comptait 30 273 personnes, réparties  en 12 592 foyers et 7 895 familles. La densité de population s'élevait à 207,6 personnes/km².

## Gloucester et la mer
La ville fut un important centre de construction navale et la première goélette y aurait été construite en 1713. Cette importance est en grande partie attaché à sa proximité géographique de zones de mer très poissonneuses (« George Bank ») au large de la côte est de la Nouvelle-Écosse et de Terre-Neuve. 
La société de produits de la mer la plus célèbre (et reconnue au niveau national) de Gloucester a été fondée en 1849 sous le nom de John Pew & Sons. Elle devint Gorton-Pew Fisheries en 1906 et, en 1957, changea son nom pour Gorton's of Gloucester. L'image emblématique du "pêcheur de Gorton" et les produits qu'il représente sont connus dans tout le pays et même au-delà. En plus de la capture et de la transformation des fruits de mer, Gloucester est également un centre de recherche sur la vie et la conservation marines. 
À la fin du XIXe siècle, Gloucester vit un afflux d'immigrants portugais et italiens à la recherche d'un emploi dans l'industrie de la pêche florissante de la ville et d'une vie meilleure en Amérique. Certains pêcheurs actuels de Gloucester sont les descendants de ces premiers immigrants. La forte influence portugaise et italienne est évidente dans les nombreux festivals célébrés tout au long de l'année. 
Au cours de la célébration catholique de la fête de la Saint-Pierre (Saint Pierre est le saint patron des pêcheurs), des membres de familles de pêcheurs d'hier et d'aujourd'hui portent des rames représentant de nombreux navires de pêche qui ont élu domicile à Gloucester. 
Gloucester reste un port de pêche actif et se classait en 2013 au 21e rang des États-Unis pour les débarquements de poisson. Cette année-là, 62 millions de livres de poisson ont été capturés, rapportant environ 42 millions de dollars. 

## Art

### Littérature
- Publié en 1897, l'histoire du roman Capitaines courageux, une histoire du banc de Terre-Neuve (Captains Courageous) de l'écrivain Rudyard Kipling se déroule dans la ville.
- Le poète Charles Olson met en scène la ville dans le recueil de poésie The Maximus Poems.

### Peinture
La beauté des paysages de Gloucester, son industrie de la pêche, sa communauté artistique réputée et sa proximité avec la ville de New York ont attiré et inspiré les peintres depuis le début du XIXe siècle. 
Le premier peintre notable de Gloucester fut Fitz Henry Lane, originaire de la ville. La collection la plus importante de ses œuvres se trouve actuellement au Cape Ann Museum (en), l'un des musées de la ville. 
Par la suite, d'autres peintres célèbres séjournent ou résident à Gloucester, comme William Morris Hunt, Winslow Homer, Childe Hassam, John Henry Twachtman, Willard Metcalf, Frank Duveneck, Cecilia Beaux, Jane Peterson (en), Emile Gruppe (en), Stuart Davis, Joseph Solman (en), Mark Rothko, Milton Clark Avery, Barnett Newman, William Meyerowitz, Frank Knox Morton Rehn ou Marsden Hartley, ainsi que des artistes de la Ash Can School, comme Edward Hopper, John French Sloan, Robert Henri, William James Glackens ou Maurice Prendergast. 
La colonie d'artistes de Rocky Neck (en) est l'une des plus anciennes colonies encore en activité aux États-Unis.

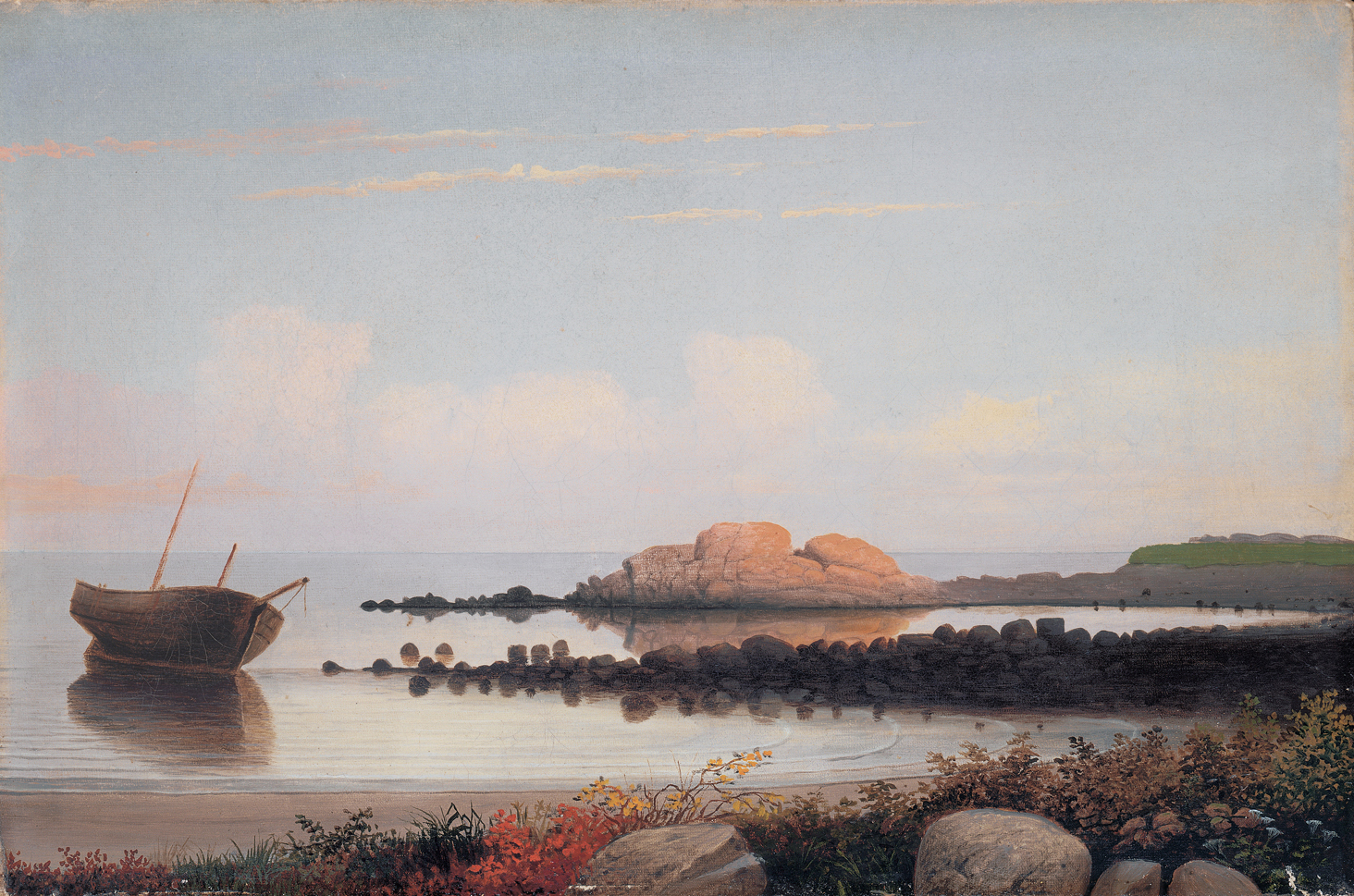
Brace's Rock, Eastern Point, Gloucester, 1864, Fitz Henry Lane
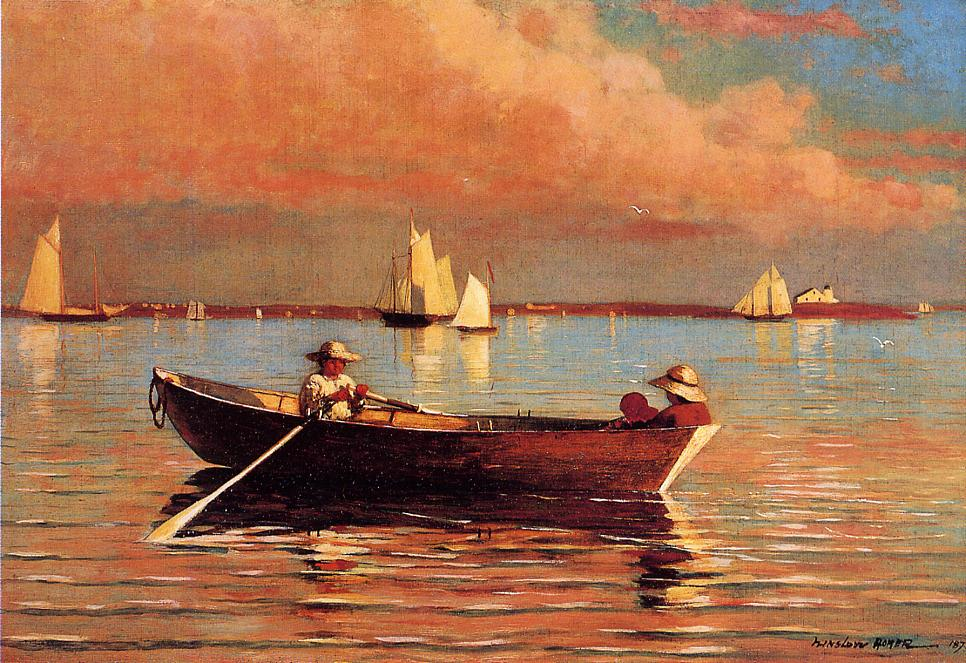
Gloucester Harbor, 1873, Winslow Homer
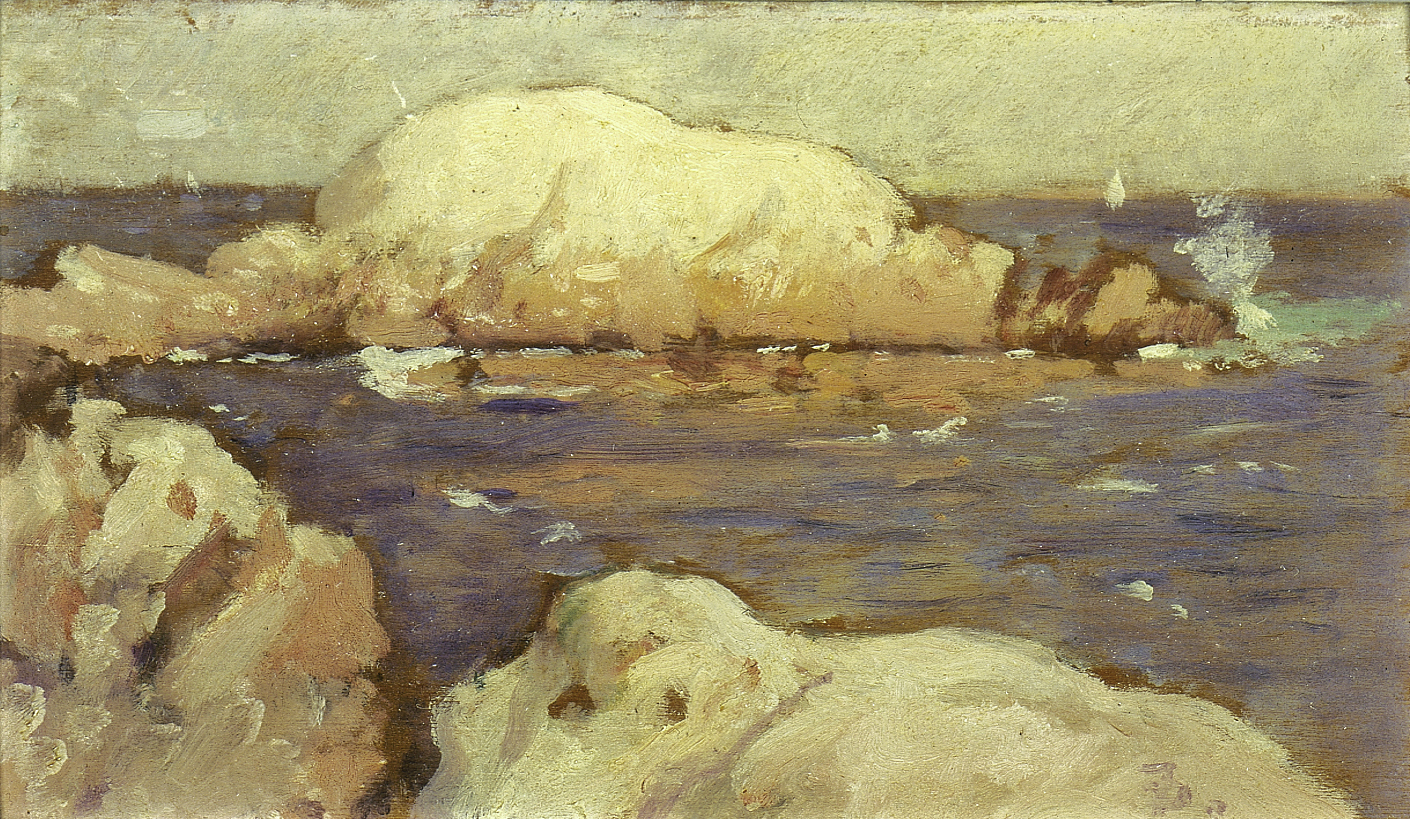
Study of Braces Rock, Gloucester, vers 1893, Frank Duveneck
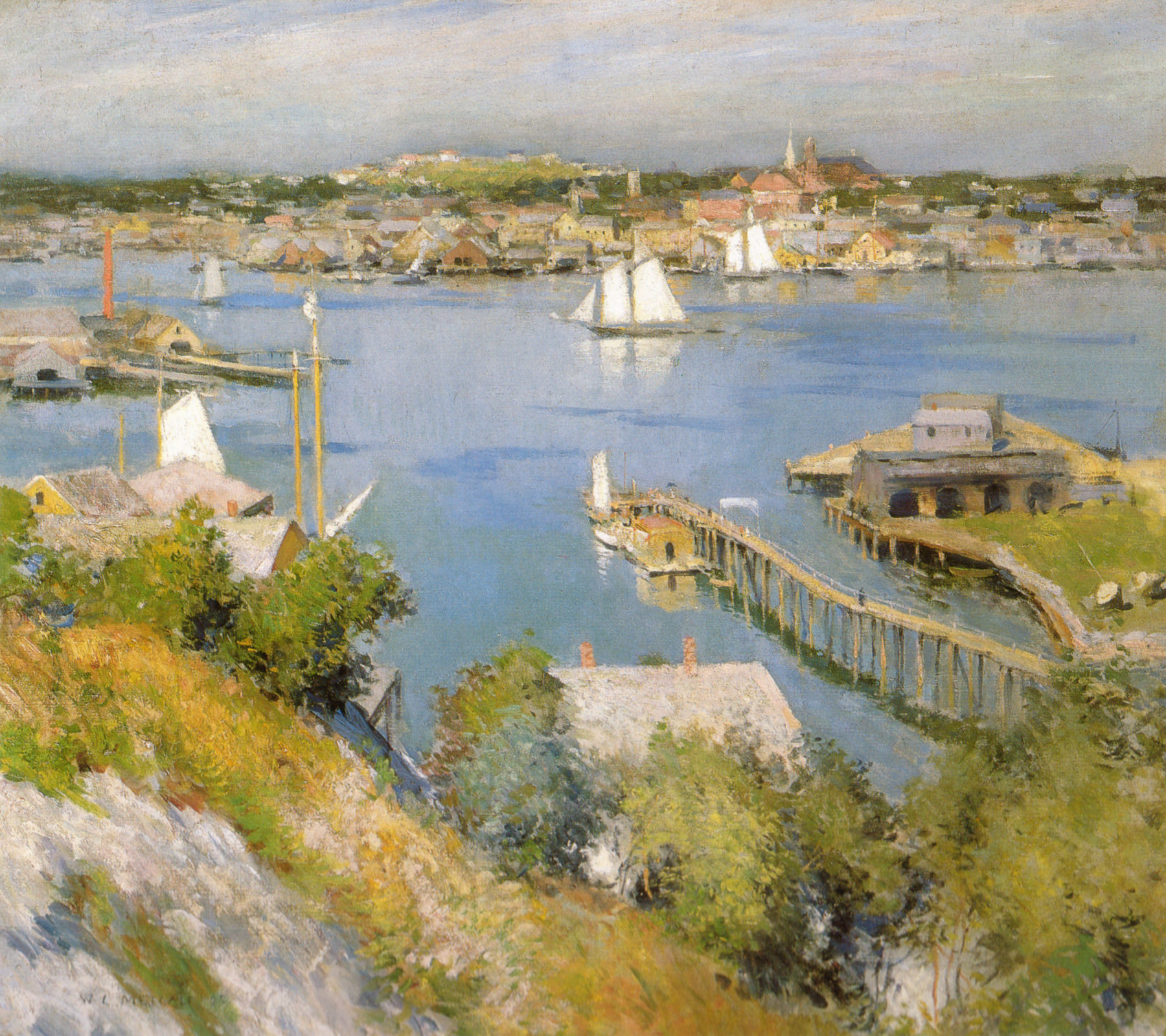
Gloucester Harbour, 1895, Willard Metcalf
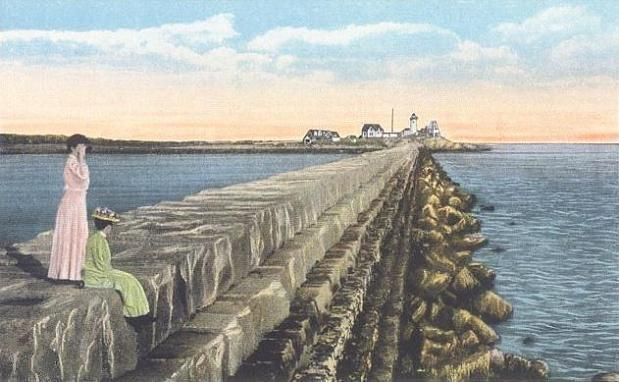
Carte postale représentant le phare d'Eastern Point, vers 1915
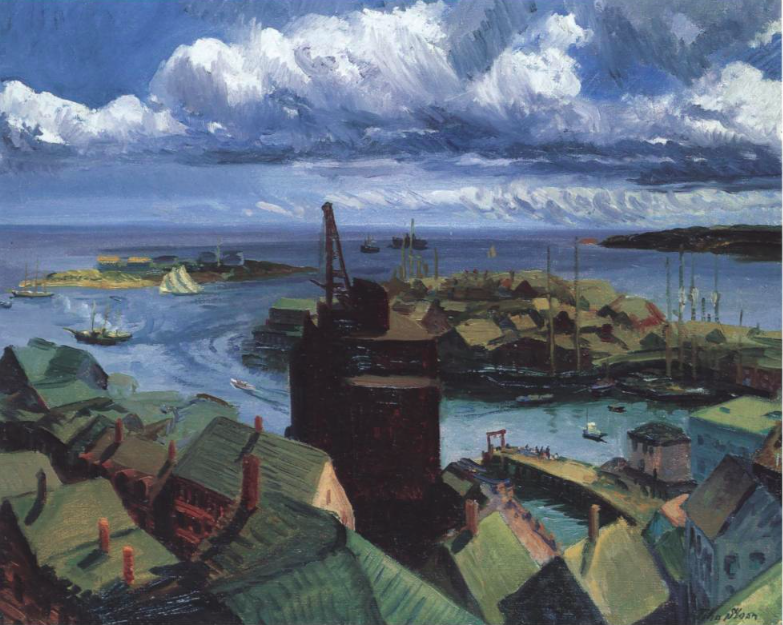
Gloucester Harbor, 1916, John French Sloan
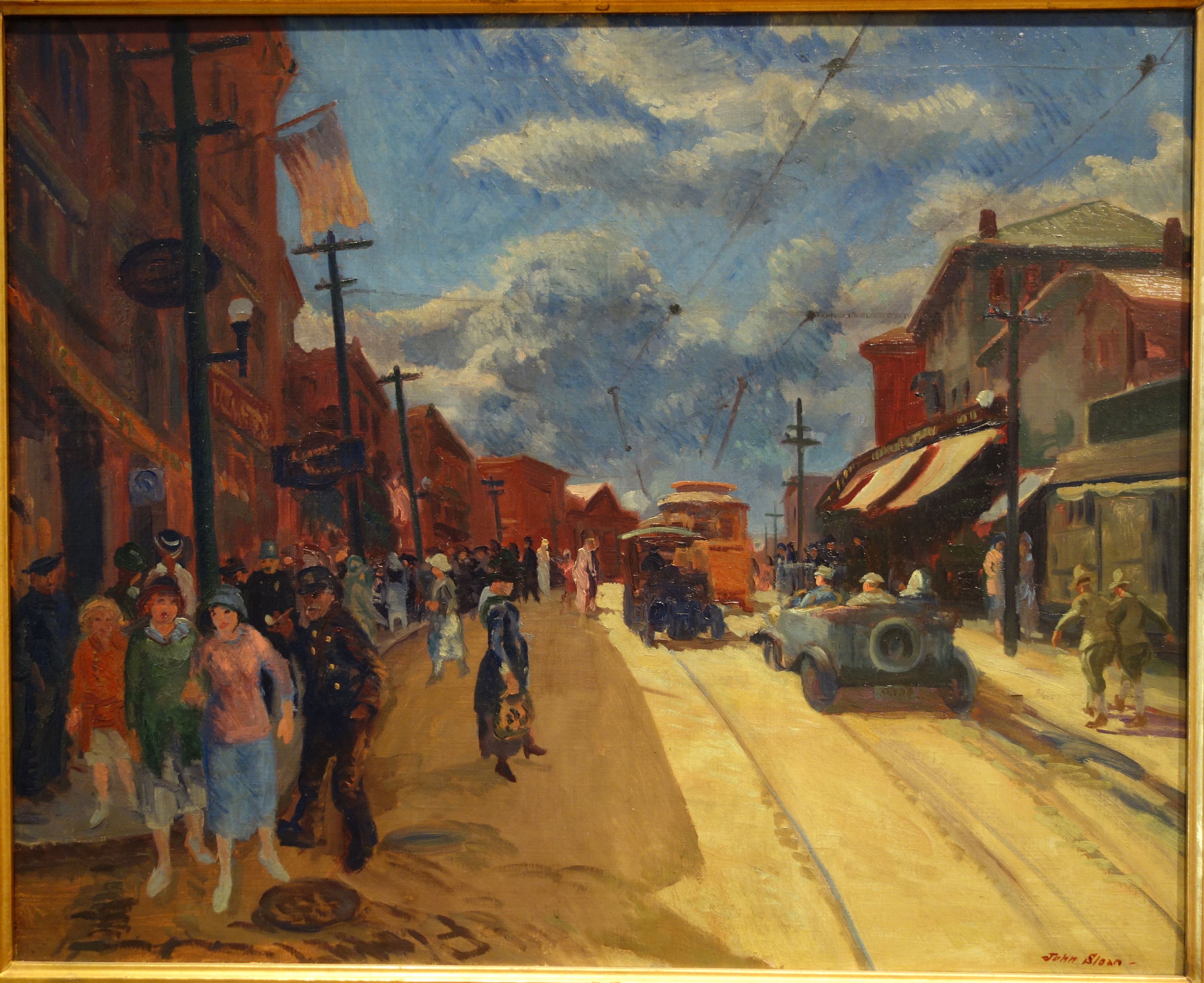
Main Street, Gloucester, 1917, John French Sloan
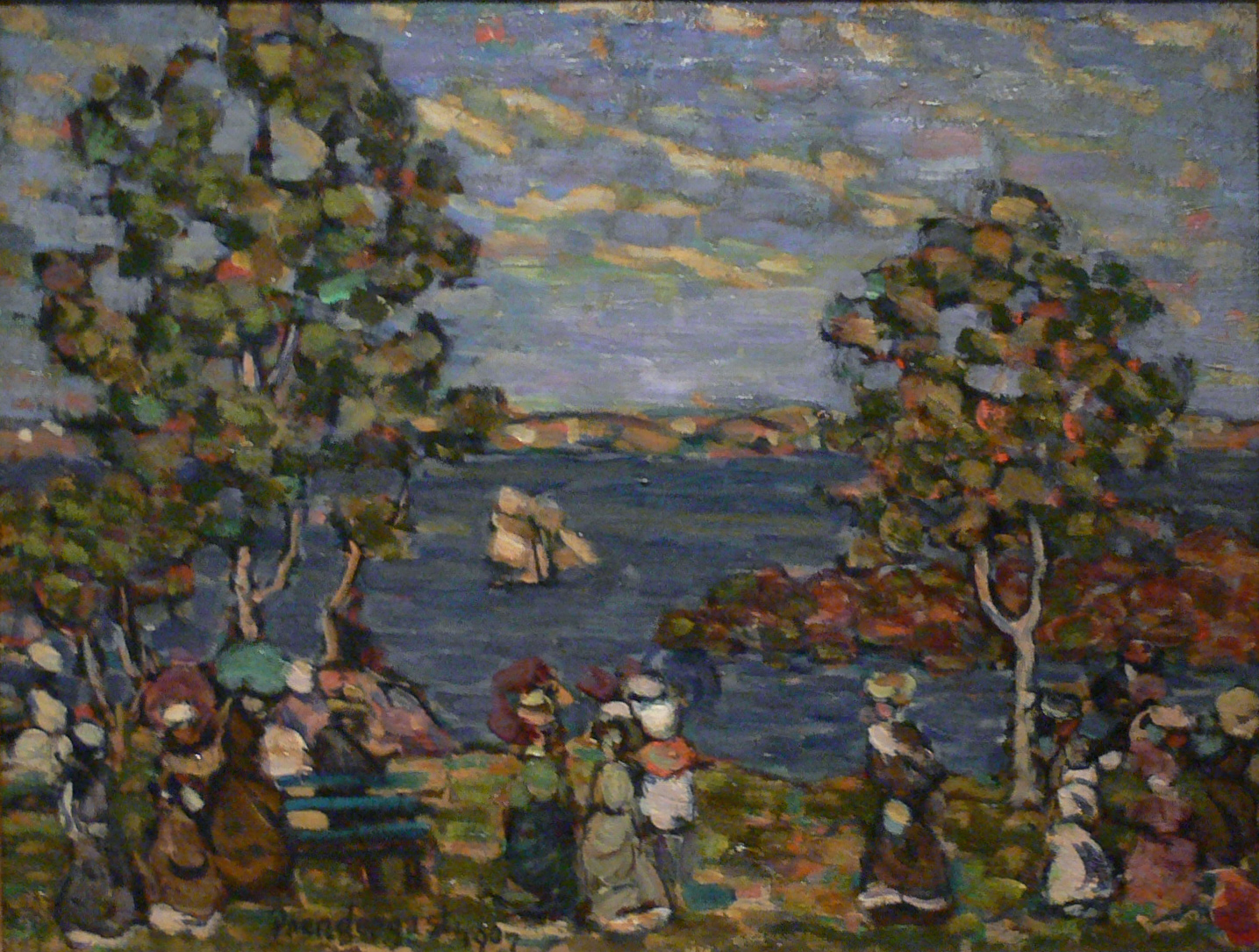
Seashore, Crepuscule, 1917, Maurice Prendergast

## Géographie
- Gloucester localisation 42° 37′ 26″ N, 70° 40′ 31″ O

## Jumelage
- Lunenburg (Canada)
- Shelburne (Canada)

## Filmé à Gloucester
- Capitaines courageux (1937) y fait référence
- Les Deux Sirènes (1990)
- Le Bon Fils (1993)
- En pleine tempête (2000)
- Le Pacte de grossesse (2010)

## Naissance et mort
- Fitz Henry Lane (1804-1865), peintre & graveur.
- Walker Hancock (1901-1998), sculpteur.
- Benjamin A. Smith II (1916-1991), sénateur de Massachusetts.
- Herb Pomeroy (en) (1930-2007), jazzman.

## Événement
Dix-sept jeunes filles (-17 ans) de l'école Gloucester High School sont tombées enceintes au cours de l'année 2008. Elles ont conclu un pacte selon BBC News,.